# Автомиксис
Автомиксис (аутомиксис) (от др.-греч. αὐτός — сам и μῖξις — смешение, совокупление) — одна из форм самооплодотворения, состоящая в слиянии половых клеток (гамет), которые принадлежат одной и той же особи. Наблюдается среди простейших, грибов и диатомовых водорослей. У высших растений встречается при синхронизации процессов микро- и мегаспорогенеза. Разновидностью автомиксиса является автогамия. В этом случае в одном гаметангии мейоза происходит без образования гамет. В клетке образуются ядра с гаплоидным набором хромосом, которые сливаются друг с другом. Клетка преобразуется в зигота, а затем ауксоспору.
У животных автомиксис отмечен у прямокрылых.